# Franz Xaver Richter
Franz Xaver Richter (Holleschau, 1º dicembre 1709 – Strasburgo, 12 settembre 1789) è stato un compositore ceco, esponente di spicco della scuola di Mannheim.

## Biografia
Dal 1740 al 1747 Richter lavorò come vice kapellmeister al servizio del principe prevosto Anselm Reichlin von Meldegg zu Kempten in Algovia. Durante questo periodo vennero pubblicate a Parigi sei delle sue sinfonie. A partire dal 1747 prestò servizio come compositore, violinista e cantante (basso) presso la celebre orchestra di corte di Mannheim del principe elettore Carlo Teodoro. Nel 1769 successe a Louis Garnier come kapellmeister della Cattedrale di Strasburgo, dove nei suoi ultimi anni ebbe come vice Ignace Pleyel, l'allievo più famoso di Jan Křtitel Vaňhal e  Franz Joseph Haydn. In Francia si faceva chiamare François-Xavier Richter.
Le sue opere fondono elementi barocchi e tratti dello stile galante. Richter fu uno dei compositori della scuola di Mannheim, che contribuirono significativamente alla nascita della sinfonia preclassica.
Tra i rappresentanti famosi di questa scuola ricordiamo inoltre Carl Stamitz, František Xaver Pokorný, Joseph Martin Kraus (1756-92) e Ferdinand Fraenzel.

## Opere
Le composizioni di Richter comprendono, tra le altre:
- 70 sinfonie
- Un concerto per oboe in fa maggiore
- Un concerto a cinque voci per clarino principale
- L'oratorio per il Venerdì Santo "La deposizione della croce"
- 30 messe
- 40 mottetti
- Concerti
- Quartetti
- Triosonate
  - Tra cui:
    - Sonata I per clavicembalo, flauto traverso e violoncello in fa maggiore
    - Sonata II per clavicembalo, flauto traverso e violoncello in re maggiore
    - Sonata III per clavicembalo, flauto traverso e violoncello in sol maggiore
    - Sonata IV per clavicembalo, flauto traverso e violoncello in do maggiore
    - Sonata V per clavicembalo, flauto traverso e violoncello in sib maggiore
    - Sonata VI per clavicembalo, flauto traverso e violoncello in la maggiore
- Il trattato Harmonische Belehrungen (Lezioni di armonia), stampato nel 1809